# Fidena florisuga
Fidena florisuga är en tvåvingeart som först beskrevs av Lutz 1911.  Fidena florisuga ingår i släktet Fidena och familjen bromsar. Inga underarter finns listade i Catalogue of Life.